# フヴァル島
座標: 北緯43度08分 東経16度44分 / 北緯43.133度 東経16.733度

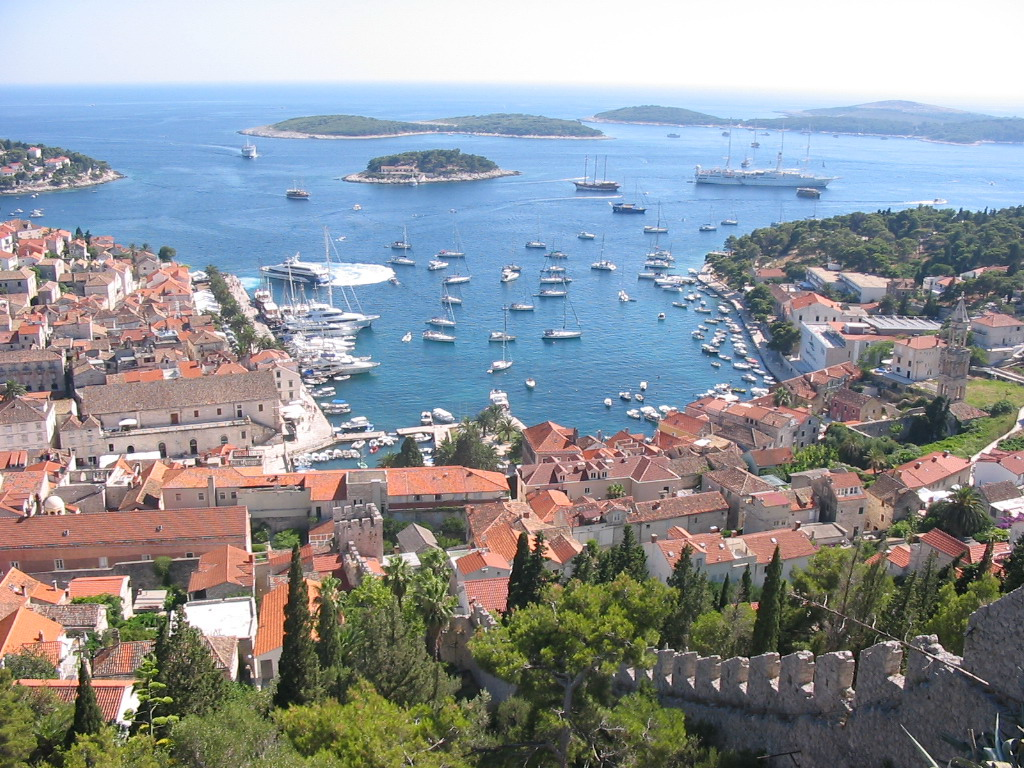
フヴァル港のパノラマ

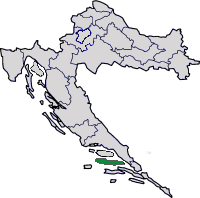
フヴァル島の位置

フヴァル島 （フヴァルとう、クロアチア語：Hvar、フヴァルでの方言：HvorまたはFor、ギリシャ語： Pharos、ラテン語：Pharina、イタリア語：Lesina）は、クロアチアの島。ダルマチア沿岸のアドリア海に浮かぶ。島は東西の長さがおよそ80キロメートルあり、観光客で賑わう。

## 地理
フヴァル島はダルマチア地方のスプリト＝ダルマチア郡に行政上属する。フヴァル海峡によってブラチ島と、ヴィス海峡でヴィス島と、コルチュラ海峡でコルチュラ島と、ネレトヴァ海峡でペリェシャツと隔てられる。島の東岬は本土からわずか6キロメートルしか離れていない。島の南岸沿いにいくつかの小島が浮かび、知られているのは西のパクレンスキ・オトツィ島（Paklenski Otoci）と、南のスチェドロ島（Šćedro）である。
島内の290平方キロメートルの面積には果樹園、オリーヴ林、ラヴェンダー畑が広がり、漁業が主な職業である。1991年に概算された人口は11,400人ほどである。
島にある自治体は以下のものが含まれる。
- フヴァル（Hvar、2001年の人口4,138人）　-　1612年にできたヨーロッパ初の公共の劇場があり、背後の山にフヴァル城塞がある
- スタリー・グラード（Stari Grad）　-　島北部の町（2001年の人口2,817人）。アドリア海の島々に最初の定住がされた頃の定住地の一つ。島の主要海港。多くの観光客がスプリト発のカーフェリーでこの港に到着する。2008年、UNESCOの世界遺産に登録された。
- イェルサ（Jelsa）　-　島北部の町（2001年の人口3,672人）
- スチュライ（Sućuraj）　-　フヴァル島東岬にある、2,300年以上の歴史を持つ小さな町。観光と漁業によって400人の人口がある。非常に温暖な気候と美しい田園地帯から、多くの観光客が訪れる。島東部の行政中心地。

## 歴史

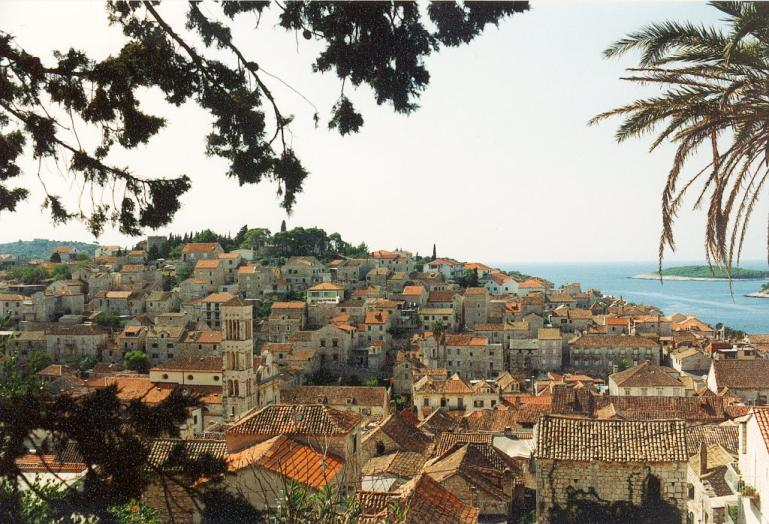
城からのフヴァルの町の眺め

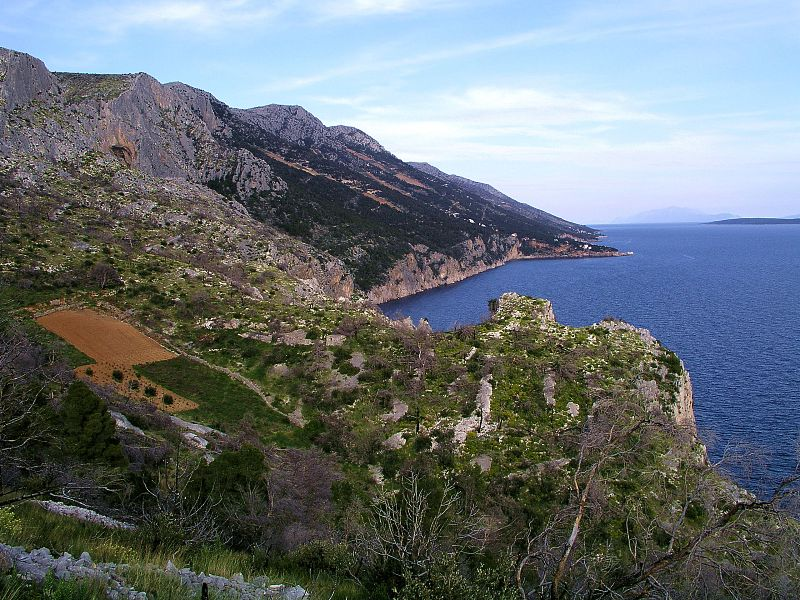
スヴェタ・ネディェリャ（Sveta Nedjelja）近郊の島南部

最初のフヴァル島住民は、おそらく島と地中海東岸との間をつなぐ貿易をしていた新石器時代の人々である。フヴァル文化は紀元前3500年から紀元前2500年まで続いた。
紀元前4世紀に入ると、ギリシャ人が島を植民地化した。この時代のファロス島（ギリシャ語名）住民はJadasini族の戦士らとその同盟者に打ち負かした。大勢の敵に対する勝利は不朽の名声を得、クロアチアの銘で最も古いものの一つとして知られる。 
中世初期、スラヴ人らが島を占領した。7世紀前半、パガニア系スラヴ人が島に来襲した。同じ頃、ヴェネツィアの船乗りらはネレトヴァ海峡へ向け航行中にフヴァル島を見つけ、彼らはフヴァルを根城にするパガニア人海賊に脅かされた。11世紀、島はクロアチア君主の支配を受けた。 
12世紀に入るとヴェネツィア商人らが、中世時期の島の物産であるワイン用ブドウ、ワインを買い付けにやってきた。1147年にヴェネツィアが島を占領し、1154年にはフヴァル司教座を創設した。島はその後すぐ東ローマ帝国支配に下り、その次はハンガリー王の支配を受けた。1331年、ヴェネツィア人らが海賊の脅威から保護する目的で島を押さえた。1358年のザダル条約によれば、島はハンガリー王国のものとなった。1390年夏の短期間に、ボスニア王トヴルトコ1世（Stephen Tvrtko I）が島を支配した。1396年12月、ハンガリー及びクロアチア王ジギスムンド（のちの神聖ローマ皇帝ジギスムント）は、フヴァル島をゼタ公国バルシッチ（Balšić）朝の王ジュラジ2世（Đurađ II）へ贈った。彼は亡くなる1403年まで島を所有し、その後ハンガリー王へ返還した。1409年、ヴェネツィアが再び島を襲撃、この結果長きに渡り島の所有者となった。 
16世紀、平民と貴族の間で暴動が起こった。最も深刻な暴動は1510年から1514年の間に起き、ヴェネツィアは無慈悲に地元民を弾圧したうえ、暴動の指導者20人を絞首刑に処した。島は、船の建造、漁業、ローズマリー及びラヴェンダー、オリーブの耕作で繁栄を始めた。  
ルネサンス期、フヴァルはクロアチア文学の中心地の一つであったことからクロアチア史にとって重要である。ペータル・ヘクトロヴィッチ（Petar Hektorović）、ハニバル・ルツィッチ（Hanibal Lucić）といった作家を輩出した。スタリー・グラードでは、詩人ヘクトロヴィッチ自身が建築設計したという別荘が観光客に公開されている。
島内の教会には、支配者ヴェネツィア出身の画家、ティントレット、パオロ・ヴェロネーゼ、ベリーニらの作品が多く収蔵されている。
1797年、カンポ・フォルミオ条約によりヴェネツィア共和国支配が終わると、島はハプスブルク家直轄地に併合された。しかし、ナポレオン戦争の最中の1806年にはフランス帝国軍に占領された。
ヨーロッパで民族運動が開花した時代に、クロアチア民族ルネサンス期が起こり、南部クロアチアやクロアチア全土の多くの民族運動指導者らは、フヴァル出身者で占められていた。
オーストリアは1815年のウィーン会議に従い、フヴァル島の支配権を回復し、20世紀初頭に入って相対的な繁栄の時代をもたらした。フヴァル島とクロアチア全土がユーゴスラビア王国に加わると、1918年から1921年にイタリア軍が島を占領した。1939年、島は、ユーゴスラビア王国に新説されたクロアチア自治州の一部となり、1941年にはイタリア王国が第二次世界大戦終結まで占領をした。その後島は共産主義国家であるユーゴスラビア社会主義連邦共和国の一部となった。
1992年、クロアチアが独立を果たすと、フヴァルもその領土に含まれた。
現在のフヴァル出身者で世界に名が知られているのは、元サッカー選手のイゴール・トゥドール（クロアチアリーグのハイドゥク・スプリトやイタリア・セリエAのユヴェントスFCなどに所属）である。また、アルゼンチンで活躍した人類学者で、指紋の検証のパイオニアであるフアン・ブセティッチ (Juan Vucetich) もフヴァル出身である。

## 経済
フヴァル住民のほとんどが、漁業か観光業に従事している。フヴァルは非常に温暖な地中海性気候、美しい砂浜、地中海性の植生を持つためヨーロッパ中から観光客がやってくる。島は、年平均で日照時間が2715時間あることから『ヨーロッパ一日光のあたる場所』として売り込んでいる。

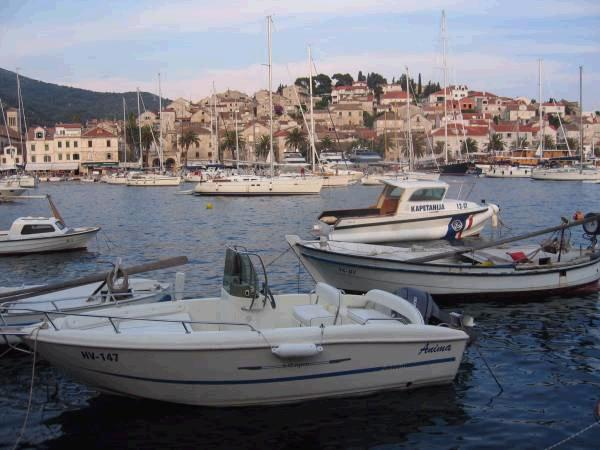
フヴァルの町の港

フヴァルの町が観光の中心地である。海へ向かって開けた広大な広場が特徴である。観光時期、港は大型ヨットで満杯になる。一晩中営業するディスコが、若者の群衆を惹きつけている。
その他の主要経済活動は、ラヴェンダー栽培で、精油や石けんの香料となる。島は別名『ラヴェンダーの島』と呼ばれている。
フヴァル島は、クロアチア国内に2つある最も有名なワイン醸造地帯の一つである。フヴァル島南部のワイン用ブドウ畑は、フヴァル島が原産のプラヴァツ・マリ種のブドウからつくられる赤ワインで有名である。スタリー・グラードとイェルサの間の中央平野は、白ワインで有名である。

## 名前の由来
ギリシャ植民地として、島はファロス灯台で知られていた。ギリシャの詩人ロドスのアポローニオスは、紀元前3世紀に島をピテイエイア (Piteyeia) の名で記した。この名前は、ギリシャ語のpitys（トウヒ）、フヴァル島中央部にあった古代イリュリア人の村Pitveの両方から発祥している。
古代ローマ帝国の下では属州ダルマチアに組み込まれ、ファリア (Pharia) 、その後ファラ (Fara) として知られた。
中世初期、スラヴ人が島へ定住しフヴァルと名付けた。子音のfと古スラヴ語の子音hvとを取り替えたのである。しかし、スラヴ人定住後しばらく島を支配していたのはローマ化したイリュリア人であった。クロアチア人の影響は、ローマ系住民が再び島の公式名称をQuarraに変更したことから確信できる。
11世紀後半から、クロアチア語のles（森）、ヴェネツィア方言の島名Liesenaに由来するイタリア語名レシナ (Lesina) となり、ヴェネツィア支配下で公式に使用されていた。

## 参照
- http://www.hvar-travel.com

A History of the Croats by Ivo Peric